# Qazvin Airport
Qazvin Airport är en flygplats i Iran. Den ligger i den nordvästra delen av landet, 140 km väster om huvudstaden Teheran. Qazvin Airport ligger 1 275 meter över havet.
Terrängen runt Qazvin Airport är lite kuperad, och sluttar söderut.Runt Qazvin Airport är det ganska tätbefolkat, med 108 invånare per kvadratkilometer. Närmaste större samhälle är Qazvin, 5,0 km nordväst om Qazvin Airport. Trakten runt Qazvin Airport består till största delen av jordbruksmark.